# Stapelsjöarna (Kalls socken, Jämtland, 709890-136689)
Stapelsjöarna är en sjö i Åre kommun i Jämtland och ingår i Indalsälvens huvudavrinningsområde. Sjön har en area på 0,104 kvadratkilometer och ligger 830,3 meter över havet. Sjön avvattnas av vattendraget Tjåurenjukke.

## Delavrinningsområde
Stapelsjöarna ingår i det delavrinningsområde (709971-136729) som SMHI kallar för Ovan 709855-136734. Medelhöjden är 944 meter över havet och ytan är 2,9 kvadratkilometer. Det finns inga avrinningsområden uppströms utan avrinningsområdet är högsta punkten. Tjåurenjukke som avvattnar avrinningsområdet har biflödesordning 3, vilket innebär att vattnet flödar genom totalt 3 vattendrag innan det når havet efter 332 kilometer. Avrinningsområdet består mestadels av kalfjäll (97 procent). Avrinningsområdet har 0,1 kvadratkilometer vattenytor vilket ger det en sjöprocent på 3,6 procent.